# Aterpnodes geminipuncta
Aterpnodes geminipuncta är en fjärilsart som beskrevs av W. Warren 1900. Aterpnodes geminipuncta ingår i släktet Aterpnodes och familjen mätare. Inga underarter finns listade i Catalogue of Life.